# Beaman (Iowa)
Beaman est une ville du comté de Grundy, en Iowa, aux États-Unis. Elle est incorporée le 26 avril 1884.